# (1470) Carla
(1470) Carla – planetoida z grupy pasa głównego asteroid okrążająca Słońce w ciągu 5 lat i 229 dni w średniej odległości 3,16 au. Została odkryta 17 września 1938 roku w Landessternwarte Heidelberg-Königstuhl w Heidelbergu przez Alfreda Bohrmanna. Nazwa planetoidy pochodzi od Carli Ziegler, przyjaciółki rodziny Bohrmann. Przed nadaniem nazwy planetoida nosiła oznaczenie tymczasowe (1470) 1938 SD.